# Aleksiej Brusiłow
Aleksiej Aleksiejewicz Brusiłow (ros. Алексей Алексеевич Брусилов, ur. 19?/31 sierpnia 1853 w Tyflisie, zm. 17 marca 1926 w Moskwie) – rosyjski generał kawalerii i generał-adiutant, od 1919 w Armii Czerwonej.

## Życiorys
Urodził się w Tyflisie 19 sierpnia?/31 sierpnia 1853 jako syn generała-porucznika Alieksjeja Nikołajewicza (Алексей Николаевич). Jego matka Maria Luiza Niestojemska, córka Antoniego Niestojemskiego, była Polką. Ukończył Korpus Paziów i rozpoczął służbę w armii carskiej w roku 1872. Jako oficer kawalerii uczestniczył w wojnie rosyjsko-tureckiej w latach 1877–1878 na Kaukazie. Następnie od 1879 do 1906 roku był wykładowcą, a później komendantem w Oficerskiej Szkole Kawalerii. Od 1906 roku służył jako dowódca dywizji kawalerii, potem od stycznia 1909 roku jako dowódca 14 Korpusu Armijnego. W latach 1912–1913 pełnił funkcję zastępcy dowódcy Warszawskiego Okręgu Wojskowego. 6 grudnia 1912 roku mianowany generałem-majorem. 15 sierpnia 1913 roku został dowódcą 12 Korpusu Armijnego w Lublinie. Od początku mobilizacji 19 lipca 1914 roku służył jako dowódca Grupy Proskurowskiej, która 28 czerwca została przemianowana na 8 Armię.
Od początku I wojny światowej dowodził skutecznie 8 Armią w czasie walk w Galicji. W marcu 1916 roku został dowódcą Frontu Południowo-Zachodniego. Zaplanował i przeprowadził w lipcu 1916 roku udaną ofensywę na Wołyniu (tzw. ofensywa Brusiłowa) w wyniku której wojska rosyjskie wzięły do niewoli około 250 000 jeńców. Do końca roku jeszcze dwukrotnie podejmował działania zaczepne, jednak nie odnosiły one tak znaczącego sukcesu. W czasie rewolucji lutowej wywierał nacisk na cara Mikołaja II i poparł jego abdykację. Od 4 czerwca do 1 sierpnia 1917 roku najwyższy naczelny dowódca armii rosyjskiej. Pod naciskiem Aleksandra Kiereńskiego podpisał rozkaz o wprowadzeniu kary śmierci na froncie za działalność rewolucyjną. W lipcu podjął kolejną ofensywę, zwaną też ofensywą Kiereńskiego, która ze względu na niskie morale wojsk i słabe wyposażenie szybko się załamała. Po niepowodzeniu operacji 19 lipca 1917 roku został usunięty ze stanowiska i mianowanym doradcą specjalnym Rządu Tymczasowego. Po rewolucji październikowej przeszedł w stan spoczynku, odrzucił też prośbę sił białogwardzistów o przyłączeniu się do kontrrewolucji jako dowódca wojsk białych.
Od 1919 roku służył w Armii Czerwonej. 2 maja 1920 roku wyznaczony został przewodniczącym Rady Specjalnej przy Naczelnym Dowódcy, w skład której weszło kilkunastu generałów armii carskiej. 30 maja Rada na czele z Brusiłowem wsparła swoim autorytetem apel do byłych oficerów carskich o wstępowanie w szeregi Armii Czerwonej do walki z Wojskiem Polskim. W latach 1920–1923 w Ludowym Komisariacie Obrony, a w latach 1923–1924 inspektor kawalerii. Następnie pełnił funkcję doradcy ds. specjalnych w Rewolucyjnej Radzie Wojskowej ZSRR.
Wydał Moi wospominanija (1929).

## Ordery i odznaczenia
- Order Świętego Stanisława, III klasy z mieczami i kokardą (1878)
- Order Świętej Anny, III klasy z mieczami i kokardą (1878)
- Order Świętego Stanisława, II klasy z mieczami (1878)
- Order Świętej Anny, II klasy (1883)
- Order Świętego Włodzimierza, IV klasy (1895)
- Order Świętego Włodzimierza, III klasy (1898)
- Order Świętego Stanisława, I klasy (1903)
- Order Świętej Anny, I klasy (1909)
- Order Świętego Włodzimierza, II klasy (1913)
- Order Świętego Jerzego, IV klasy (23.08.1914)
- Order Świętego Jerzego, III klasy (18.09.1914)
- Order Orła Białego, z mieczami (10.01.1915)
- Szabla Świętego Jerzego (27.10.1915)
- Szabla Świętego Jerzego (20.07.1916)[2]